# Ischnocnema paranaensis
Ischnocnema paranaensis é uma espécie de anfíbio  da família Brachycephalidae. Endêmica do Brasil, onde pode ser encontrada apenas nas proximidades do Pico Paraná, no estado do Paraná.